# 1131年
| 千纪： | 2千纪 |
| 世纪： | 11世纪 \| 12世纪 \| 13世纪 |
| 年代： | 1100年代 \| 1110年代 \| 1120年代 \| 1130年代 \| 1140年代 \| 1150年代 \| 1160年代                                                       |
| 年份： | 1126年 \| 1127年 \| 1128年 \| 1129年 \| 1130年 \| 1131年 \| 1132年 \| 1133年 \| 1134年 \| 1135年 \| 1136年                             |
| 纪年： | 辛亥年（猪年）；西夏正德五年；金天會九年；西辽延慶八年；南宋紹興元年；刘豫阜昌二年；大理保天三年；越南天順四年；日本大治六年，天承元年 |

## 大事记
- 三月，張榮率領抗金義軍，在縮頭湖之戰擊敗完顏昌的進攻，完顏昌率餘部退回楚州，渡淮河向北撤退，張榮乘勝收復泰州。
- 和尚原之戰，宋將忠州防禦使吳玠、閣門宣贊舍人吳璘兄弟擊敗企圖入陝川的金國大軍，金將完顏宗弼「剃其須髯而去」。
- 張俊以岳飛為主力將割據一方的李成趕出江南，李成投奔偽齊劉豫。
- 宋高宗趙構正式定都於臨安，改元紹興。
- 金朝統帥粘罕及耶律餘睹率領雲中、燕、雲州漢軍、金軍1萬人攻打耶律大石的根據地可敦城，但遭到失敗。
- 黟縣奇墅村汪彥濟舉家遷移至宏村。

## 出生
- 韩彦直出生。为宋代抗金名将韩世忠的长子，在知温州任上编撰《永嘉橘录》，为世界上第一部柑橘学专著。

## 逝世
- 曲端，南宋初年名將。